# Chiesa di San Martino (Vernio)
La chiesetta di San Martino si trova nella frazione di Luciana presso Vernio, in provincia di Prato

## Storia e descrizione
Antica parrocchiale di padronato dei Bardi di Vernio, poi unita a Poggiole, fu ristrutturata nel 1830. L'interno con capriata cinquecentesca, conserva sull'altare una discreta tela secentesca con la Madonna, il Bambino e i santi Martino e Antonio.